# Enteroctopus megalocyathus
Enteroctopus megalocyathus, es también conocido como pulpo rojo patagónico, pulpo del sur en Chile, pulpo colorado en Argentina y Patagonian red octopus en inglés. Es un pulpo de tamaño medio, y es la especie tipo para el género Enteroctopus.

## Tamaño y descripción
E. megalocyathus es un pulpo relativamente grande, aunque no tanto como otros pulpos gigantes como el Pulpo gigante del Pacífico Enteroctopus dofleini. E. megalocyathus posee una masa promedio que ronda los 4 kg. Aunque, algunos individuos han superado esto y han alcanzados los 7.5 kg (M) y 8 kg (H). Una longitud del manto de 22.5 cm, y a lo más 1 m de longitud total, pero otro autor informó una Longitud Total máxima en Chile de 1.3 m. E. megalocyathus, como otros pulpos del género Enteroctopus, tiene pliegues y surcos longitudinales en el cuerpo, y grandes papilas en forma de pala.

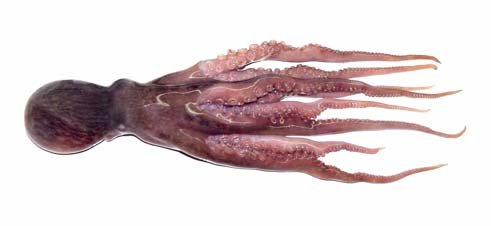
E. megalocyathus (♂) extendido

## Pesquería
E. megalocyathus es uno de los dos pulpos de importancia comercial en aguas chilenas, junto con el Pulpo del norte (Octopus mimus).  Las capturas anuales de los dos pulpos fluctúan entre 2000 y 5000 toneladas.

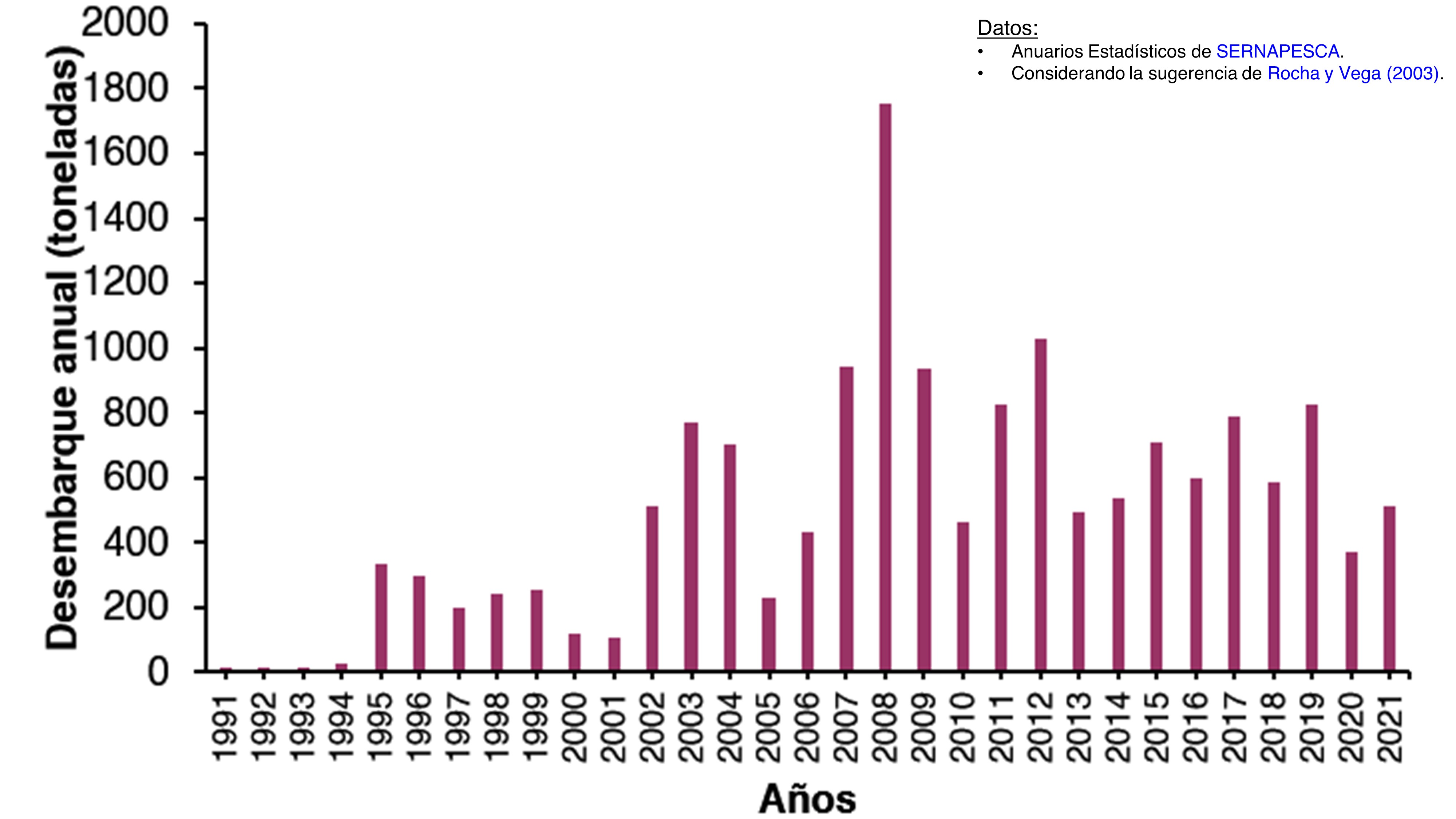
Desembarque anual de Pulpo del sur (Enteroctopus megalocyathus) en Chile (1991-2021). Datos: SERNAPESCA. Y considerando desembarques de la región del Maule hacia el sur, como E. megalocyathus.

En Chile, su fecha de veda es entre el 15 de octubre y el 15 de marzo, y el rango comprende desde la Región de La Araucanía hasta la región de Magallanes y de la Antártica Chilena, y en temporada extractiva, solo los especímenes que pesan más de 1 kg pueden ser extraídos. En general se recomienda no extraer pulpos menores a 1.3 kg y hembras con huevos.

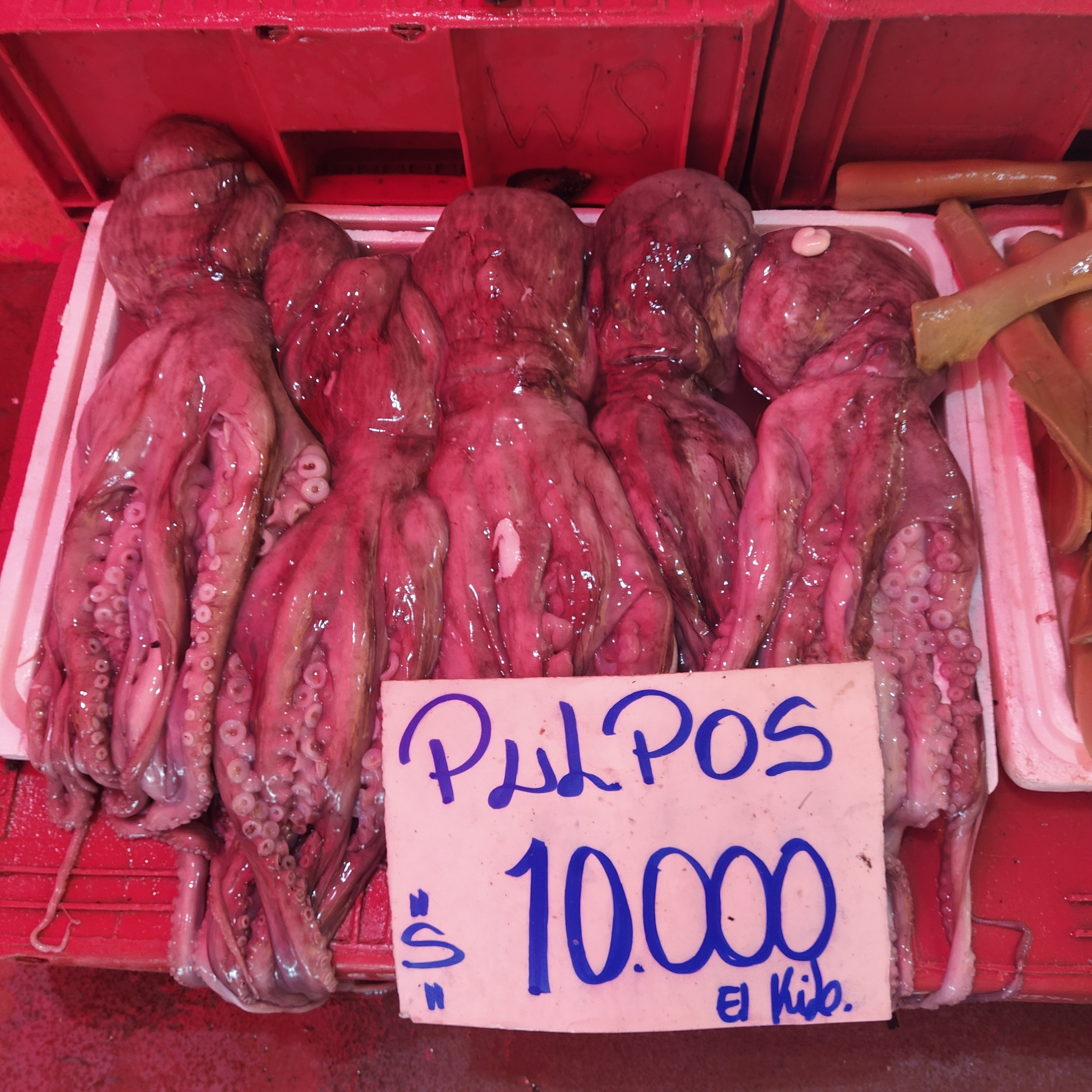
Venta de E. megalocyathus en el Mercado Fluvial de Valdivia

## Depredadores del pulpo
Al igual que el resto de pulpos, E. megalocyathus es una presa selecta para muchos depredadores más grandes que él incluido el hombre. E. megalocyathus ha demostrado ser importante como parte de la dieta de Raya volantín (Dipturus chilensis), Tollo de cachos (Squalus acanthias) y del Lobo marino sudamericano (Otaria flavescens).

## Rango de distribución geográfica

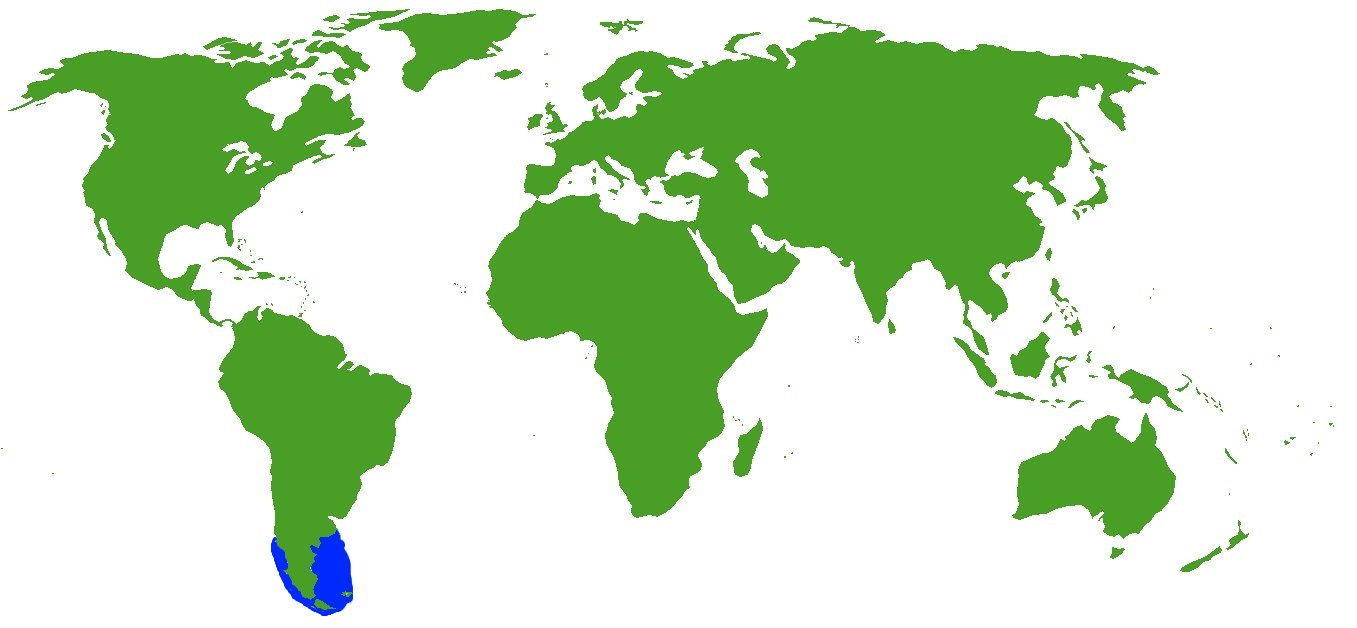
Rango de distribución geográfica nativa del Pulpo rojo patagónico

Este pulpo es nativo de la costa sureste de , y se ubica en lo largo de las costas de Argentina (Océano Atlántico) y Chile (Océano Pacífico). En Chile su rango comprende la Patagonia norte, como lo es el Archipiélago de Chiloé, hasta el Estrecho de Magallanes y aún más hacia el sur en 56°S, por otro lado en Argentina su rango comprende desde el Golfo San Matías hasta el Canal Beagle, incluyendo las Islas Malvinas y el Banco Burdwood.
Su rango de distribución vertical en la columna de agua puede ser desde 0 m de profundidad (p. ej. juvenil en intermareal rocoso) hasta los 220 m de profundidad (p. ej. individuos vistos en trampas de cangrejo profundas) en Chile.

## Ecología alimentaria
En general  es un depredador oportunista y come cangrejos, peces teleósteos, algunos moluscos p. ej. almejas, mejillones, caracoles de mar entre otras presas. En el sur de Chile, específicamente en la región de Los Lagos, los pulpos adultos prefieren comer cangrejos grandes como la jaiba reina, jaiba peluda e incluso otros E. megalocyathus ya que presentan comportamiento caníbal, así como otras especies; mientras que los pulpos más jóvenes prefieren comer jaiba mora, huevos de cangrejo, camarón chasqueador y langosta de sentadilla o langostino de los canales.

## Comportamiento
Es sabido que las hembras de la gran mayoría las especies de pulpo cuidan a sus puestas tras el anidamiento, en el cual dejan de alimentarse y dedican el resto de su corta vida al cuidado de los huevos o ovicápsulas, hasta su eclosión o poco antes de este evento. Para ello se ayuda del entorno, usando rocas, cuevas o grietas, así como usando su cuerpo. También oxigena los huevos con su sifón y agitación de brazos.

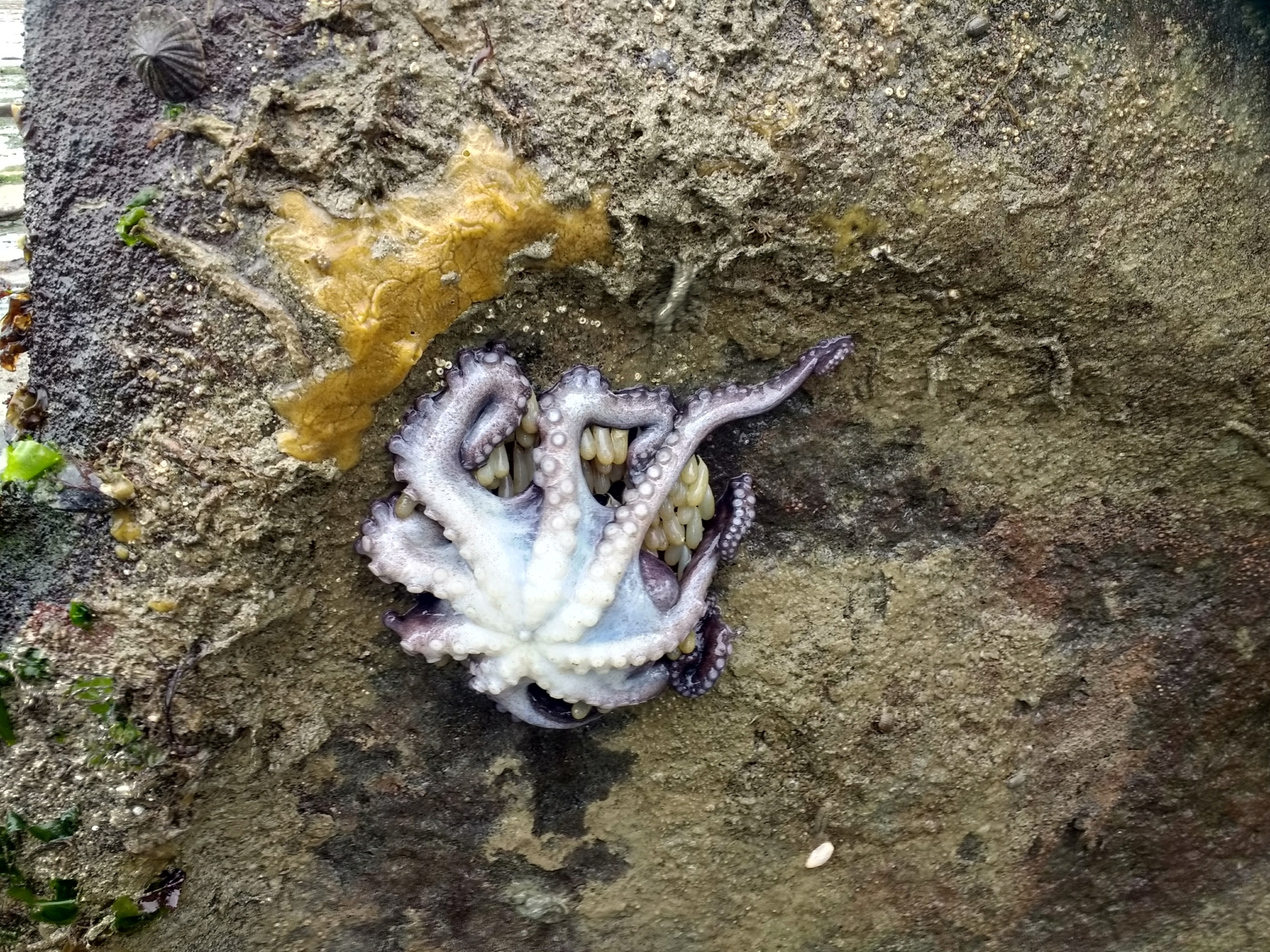
Hembra de E. megalocyathus cuidado de sus huevos u ovicápsulas (Argentina)

## Estado de su acuicultura
Esta especie tiene un alto contenido de proteína y un bajo porcentaje de grasa. También posee una tasa de crecimiento rápida y es fácil de engordar cuando se alimenta con cangrejo o también pasta de cangrejo, en condiciones de cultivo; siendo así una especie ideal para cultivar.
Las etapas o sucesos en el cultivo son:
1. Captura de pulpos adultos desde el ambiente natural: la cual debe realizarse con buzos capacitados que puedan capturar ejemplares sanos y sin daños.[21]
2. Acondicionamiento reproductor: los individuos capturados del ambiente natural son trasladados para ser mantenidos en condiciones controladas de laboratorio, con agua de mar filtrada y esterilizada, recirculada, alimentados diariamente, entre otras condiciones óptimas para el desarrollo gonadal.[22]
3. Cortejo, apareamiento y fertilización[23]: la transferencia del espermatóforo del macho a la hembra ocurre tras una serie de conductas complejas descritas,[24] lo cual lo diferencia de otras especies que no presentan comportamientos como: natación, cambios de coloración, danza previo a la cópula.
4. Incubación: el cuidado de los huevos en condiciones de cultivo puede ser realizado de forma natural por la hembra, que al igual que en la naturaleza lo hará hasta su muerte, sin alimentarse en el proceso. O de forma artificial (sin la hembra).
5. Eclosión (hatchling): tras unos meses, de las ovicápsulas eclosionan "paralarvas",[23] merobentónicas.[25] Los primeros días/semanas se alimentan en gran parte de las reservas vitelinas.
6. Crecimiento de paralarvas: Se alimentan con Artemias enriquecidas;[23] existe comportamiento caníbal[26] y la etapa dura unos meses, finalizando con el "asentamiento", donde la paralarva comienza a presentar un comportamiento bentónico característico de juveniles y adultos. Siendo esta la etapa de mayor dificultad en cultivo actualmente[23]
7. Crecimiento de juveniles: tras el asentamiento, los juveniles permanecerán gran parte del tiempo en guarida artificial y consumirán cangrejos pequeños, y más tarde de dieta formulada artificialmente.[23]
8. Crecimiento de adultos: son alimentados de jaibas.[27]

Algunos logros de los últimos años han sido: aumentar la sobrevivencia paralarval hasta 3% (etapa crítica); alcanzar una producción juvenil de 100 individuos entre 300 a 400 g de peso. Obtener individuos adultos de 2.5 kg en 2.5 años. Disminuir el canibalismo paralarval <5% de la mortalidad total.

## Estado de conservación
Preocupación menor (LC) (IUCN, 2018).